# Piaseczno (powiat radomski)
Piaseczno – wieś w Polsce położona w województwie mazowieckim, w powiecie radomskim, w gminie Jedlińsk. Wieś ma status sołectwa. Leży nad rzeką Radomką, na której zbudowano most łączący z Marcelowem.
Nazwa Piaseczno (w XVI w. zapisywana jako Pyasseczno i Pyaseczno) pochodzi od piaszczystego podłoża.
Wierni kościoła rzymskokatolickiego należą do parafii Nawiedzenia Najświętszej Maryi Panny w Lisowie.

## Geografia
Piaseczno położone jest w obrębie Wzniesień Południowomazowieckich na Równinie Radomskiej. W miejscowości na rzece Radomka funkcjonuje mała elektrownia wodna.

### Przynależność administracyjna
Prywatna wieś szlachecka, położona była w drugiej połowie XVI wieku w powiecie radomskim województwa sandomierskiego. W latach 1933–1954 wieś należała do jednostki pomocniczej gmin – gromady Piaseczno (w jej skład wchodziły również: kolonia Piaseczno, kolonia Piaseczno A., kolonia Piaseczno B., kolonia Marysin i wieś Marcelów) w gminie Jedlińsk, w 1954-1972 wchodziła w skład nowo utworzonej gromady Jedlińsk. 1 stycznia 1973 ponownie przyłączono ją do reaktywowanej gminy Jedlińsk. 1 stycznia 2003 roku nastąpiła zmiana nazwy części wsi Piaseczno z Koloniści Górki na Górki i z Koloniści-Wydry na Wydry.
| SIMC    | Nazwa | Rodzaj    |
| ------- | ----- | --------- |
| 0625088 | Górki | część wsi |
| 0625094 | Wydry | część wsi |

## Infrastruktura
Podstawowym źródłem zaopatrzenia w wodę gospodarstw domowych w Piasecznie jest wodociąg grupowy „Jedlińsk” zasilany z ujęcia Jedlińsk o wydajności 85 m³/h (awaryjna studnia o wydajności 72 m³/h). W miejscowości znajduje się odcinek długości 4,7 km gminnej sieci kanalizacji sanitarnej grawitacyjno-ciśnieniowej wraz z 2 pompowniami ścieków (lata budowy: 2012–2013). Wieś zaopatrzona jest w gaz ziemny za pośrednictwem gazociągów średnioprężnych wyprowadzonych ze stacji redukcyjno-pomiarowej w Jedlińsku.